# Хребетна вена
Хребе́тна ве́на формується в підпотиличному трикутнику з численних невеликих приток. Ці притоки походять із внутрішніх хребцевих венозних сплетень і виходять із хребетного каналу над задньою дугою атланта.
У наступних сегментах вони об'єднуються з невеликими венами від глибоких м'язів у верхній частині потилиці, щоби в поперечному відростку атланта потрапити до поперечного отвору цього відростку. В подальшому ході вони утворюють щільне сплетення навколо хребетної артерії та разом з нею проходять донизу через поперечні отвори верхніх шести шийних хребців.
Це сплетення закінчується єдиним стовбуром, який виходить із поперечного отвору шостого шийного хребця і впадає біля кореня шиї у задню частину безіменної вени біля її початку. Устя хребетної вени прикрите парою клапанів.
Праворуч хребетна вена перетинає перший відділ підключичної артерії.

## Додаткові зображення

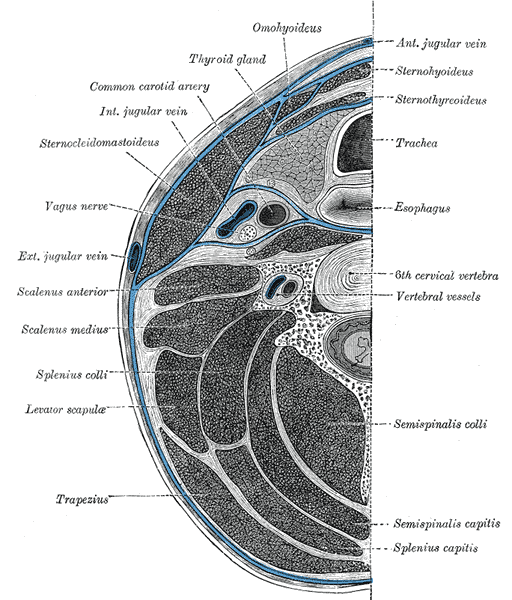
Розріз шиї приблизно на рівні шостого шийного хребця.